# كأس ولي العهد 1995–96
كأس ولي العهد 1995–96 هي النسخة الثالثة من بطولة كأس ولي العهد الكويتي، والتي أقيمت في موسم 1995–96.
و استطاع نادي العربي الكويتي الفوز باللقب بعدما تأهل إلى المباراة النهائية مع نادي خيطان، وقد فاز نادي العربي الكويتي 3-1 ليظفر بلقبه الأول في تاريخ المسابقة. سجل للعربي سمير عبد الرؤوف وعبد الله وبران وتوفيق بلاغة.